# Lenny Montana
Lenny Montana (* 13. März 1926 in Brooklyn, New York City als Leonardo Passafaro; † 12. Mai 1992 in Lindenhurst, New York) war ein US-amerikanischer Wrestler und Schauspieler. Montana starb an einem Herzinfarkt.
In den 1950er und 1960er Jahren war Montana professioneller Wrestler und hatte Verbindungen zur Colombo-Familie, die zu den wichtigsten Gruppierungen der Cosa Nostra zählt, bevor er 1972 im Film Der Pate in der Rolle des Mafia-Leibwächters Luca Brasi als Schauspieler erfolgreich wurde und fortan wiederholt in kleineren Rollen zu sehen war.

## Filmografie
- 1969: Ein himmlischer Schwindel (Change of Habit)
- 1972: Der Pate (The Godfather)
- 1973: Ein Pate kommt selten allein (L’altra faccia del padrino)
- 1975: Strike Force – Die Spezialeinheit
- 1976: Patty
- 1977: Das Cherry-Street-Fiasko
- 1978: Finger – Zärtlich und brutal (Fingers)
- 1978: Mathilda… schlägt alle K. O. (Matilda)
- 1978: They Went That-A-Way & That-A-Way
- 1979: Reichtum ist keine Schande (The Jerk)
- 1979: Seven – Die Super-Profis (Seven)
- 1980: Below the Belt – Unter dem Gürtel (Below the Belt)
- 1980: Die Schläger von Brooklyn (Defiance)
- 1980: Kleiner, laß die Fetzen fliegen
- 1980: Die große Keilerei (The Big Brawl)
- 1981: Der Teufelsschrei (Evilspeak)
- 1981: Kesse Bienen auf der Matte (…All the Marbles)
- 1982: Blood Song
- 1982: Freitag der 713. (Pandemonium)
- 1982: Magnum (Fernsehserie, eine Folge)